# Kurkijärvi (sjö i Savitaipale, Södra Karelen)
Kurkijärvi är en sjö i kommunen Savitaipale i landskapet Södra Karelen i Finland. Sjön ligger 93,1 meter över havet. Arean är 47 hektar och strandlinjen är 5,54 kilometer lång. Sjön  ingår i Vuoksens huvudavrinningsområde.   Den ligger omkring 36 km väster om Villmanstrand och omkring 180 km nordöst om Helsingfors. 